# Pradosia
Pradosia – rodzaj roślin z rodziny sączyńcowatych. Obejmuje 24 gatunki. Większość (23 gatunki) występuje w Ameryce Południowej, z czego jeden sięga do Ameryki Środkowej. Tylko jeden gatunek rośnie na innym kontynencie – w afrykańskim Kongo.

## Systematyka
Rodzaj należy do podrodziny Chrysophylloideae Luersson w obrębie sączyńcowatych.
Wykaz gatunków
- Pradosia argentea (Kunth) T.D.Penn.
- Pradosia atroviolacea Ducke
- Pradosia beardii (Monach.) T.D.Penn.
- Pradosia brevipes (Pierre) T.D.Penn.
- Pradosia caracasana (Pittier) T.D.Penn.
- Pradosia cochlearia (Lecomte) T.D.Penn.
- Pradosia colombiana (Standl.) T.D.Penn. ex T.J.Ayers & Boufford
- Pradosia cuatrecasasii (Aubrév.) T.D.Penn.
- Pradosia decipiens Ducke
- Pradosia glaziovii (Pierre) T.D.Penn.
- Pradosia granulosa Pires & T.D.Penn.
- Pradosia grisebachii (Pierre) T.D.Penn.
- Pradosia huberi (Ducke) Ducke
- Pradosia kuhlmannii Toledo
- Pradosia lactescens (Vell.) Radlk.
- Pradosia montana T.D.Penn.
- Pradosia mutisii Cronquist
- Pradosia ptychandra (Eyma) T.D.Penn.
- Pradosia schomburgkiana (A.DC.) Cronquist
- Pradosia spinosa Ewango & Breteler
- Pradosia subverticillata Ducke
- Pradosia surinamensis (Eyma) T.D.Penn.
- Pradosia verrucosa Ducke
- Pradosia verticillata Ducke